# Narodowa Liga Miejska
Narodowa Liga Miejska (ang. National Municipal League) – amerykańska organizacja, koordynująca reformy w poszczególnych miasta. Została założona w 1894 roku. W ciągu pierwszych 20 lat jej działalności według jej wytycznych zreformowano władze miejskie ponad 300 amerykańskich miast. Przewidywała, że burmistrz będzie stał na czele Rady Nadzorczej, której organem wykonawczym był Zarząd Miejski.